# Rörtjärnen (Ragunda socken, Jämtland)
Rörtjärnen är en sjö i Ragunda kommun i Jämtland och ingår i Indalsälvens huvudavrinningsområde.